# Flop (basket-ball)

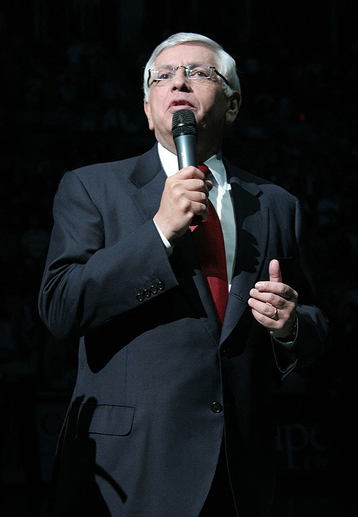
David Stern, commissaire de la NBA de 1984 à 2014, a instauré en 2013 des pénalités financières pour tout floppeur pris sur le fait.

Au basket-ball, un flop désigne le fait pour un joueur de chuter au sol ou se projeter en arrière volontairement après un contact léger avec un adversaire, dans le but de faire siffler une faute personnelle par l'arbitre. Il s'agit d'un type de simulation.
Bien qu'il constitue une forme d'antijeu et de manque de fair-play, le flop est régulièrement pratiqué par les basketteurs professionnels. Toutefois, l'utilisation du flop tend à diminuer, notamment en raison de la création d'une cellule d'arbitrage vidéo : lors de la saison NBA 2015-2016, seuls huit flops ont été dénombrés, contre une moyenne de trente les saisons précédentes.

## Technique
Le flop est une technique difficile à exécuter, notamment parce qu'une mauvaise réalisation (simulation trop évidente, contact trop violent) peut inciter l'arbitre à siffler une faute technique contre le joueur pris sur le fait. En outre, si l'arbitre ne siffle pas faute, le cours de la partie continue et le simulateur au sol perd donc son efficacité en défense, ce qui peut offrir des paniers faciles aux adversaires.
Le plus souvent, le joueur qui simule une faute se jette au sol en levant les bras en l'air, ou se contente de se projeter en arrière.

## Histoire
Plusieurs joueurs de NBA sont connus pour utiliser abondamment cette technique : Chris Paul, Emanuel Ginobili ou encore LeBron James.
La NBA a entrepris d'interdire le flop lors de la saison 2012-2013. Un joueur pris sur le fait lors de la saison régulière sera d'abord averti, puis subira une amende croissant de 5 000 dollars à chaque nouveau flop. Au cinquième flop, l'amende atteint 30 000 dollars et une suspension de quelques matchs est prononcée. En playoffs, les joueurs subissent une amende de 5 000 dollars au premier flop, 10000 au deuxième, 15000 au troisième, et 30000 au quatrième. Une suspension est également prévue à partir de la cinquième fois. Durant les playoffs 2013, huit joueurs ont été sanctionnés, dont LeBron James, Chris Bosh et Derek Fisher. Le commissaire de la ligue, David Stern, estime les sanctions insuffisantes au regard du salaire annuel moyen des joueurs, qui atteint 5,5 millions de dollars.
À l'inverse, les entraineurs accusant certains adversaires de flop peuvent également être sanctionnés, tels Tom Thibodeau ou Frank Vogel.

## Débats
En juin 2013, le propriétaire des Mavericks de Dallas, Mark Cuban, annonce qu'il finance une étude sur le flop : une de ses entreprises a engagé une expertise d'une durée de dix-huit mois pour étudier les forces mises à l'œuvre lors des contacts entre joueurs au basket-ball. Son objectif est de déterminer si la mise en place d'une technologie de capture de mouvement pourrait présenter un intérêt pour repérer les simulations.
L'utilisation du flop fait également débat parmi les joueurs et les entraineurs. Certains dénoncent explicitement cette pratique, comme Shaquille O'Neal ou Rasheed Wallace, tandis que d'autres, dont Dirk Nowitzki, estiment que le fait d'exagérer les contacts fait partie du jeu. Kobe Bryant, s'adressant aux joueurs coutumiers du fait, déclara : « Les gars, vous avez quoi dans le pantalon ? ».